# 金樹榮
金樹榮（1903年—1982年），字陶欣，別號陶倖，綽號金龜（きんかめ），福建福州人，教育工作者。國立北平師範大學畢業，曾任臺灣省立臺中第二中學、臺灣省立臺中第一中學、臺灣省立虎尾中學、臺灣省立屏東中學、臺灣省立臺南第一中學校長。

## 生平
金樹榮1925年畢業自國立北平師範大學後，於福建省、江西省等地中學教書，歷任中學教導主任、教務主任、江西省建設工作人員訓練所教育長、福建省長江中學校長。
1945年，他奉臺灣省行政長官公署教育廳派命，成為臺灣省立臺中第一中學（簡稱「臺中一中」）兼臺灣省立臺中第二中學首任校長。當時，他熱心於辦理校務，厲行中式傳統教育，並強調中華文化正統性，又企圖壓抑所有與日本文化相關的事物；如此作風令受過日本新式教育體制的學生難以接受，並因而經常與校方發生衝突。但是，他往往回應學生以退學處分。
1947年二二八事件爆發後，眼見亂事蔓延，臺中一中學生安排他與其他教師躲藏至學寮（學生宿舍）中寮，並受住宿於其中的學生保護；為此，他深受感動。不久，國軍廿一師進入臺中市區，四處逮捕當地士紳，並武裝闖入臺中一中準備搜捕學生，他現身阻擋並表示願擔保校內無任何人參與非法活動，全校師生因而免於遭軍隊搜捕。事件平靜後，他改變先前作風，積極增加與學生溝通的管道，並四處聘請優良教師，以提升教學品質。
1954年7月15日台中一中舉行初中新生入學考試，試題卻外洩。金樹榮引咎請調。臺灣省政府教育廳僅呈請省政府規劃於9月29日以台灣省公務員獎懲案件通知書記申誡，金得知後，在當年8月到臺灣省立虎尾中學擔任校長。虎中校長任內，他開設夜間部，並利用美國援助中國知識人士協會介聘教師機會，爭取以美援款興建兩間教師宿舍。次年8月改調臺灣省立屏東中學校長。
後自1965年2月1日起在臺灣省立臺南第一中學擔任該校戰後第三任校長。1969年1月屆齡退休，1981年逝世。逝世前遺囑，以其積蓄設置金樹榮獎助學金，平均分配予服務過的學校。